# Arca (альбом)
Arca — третій студійний альбом венесуельської музикантки Арки, випущений 7 квітня 2017 року лейблом XL Recordings. Це перший студійний альбом з вокалом самої Арки, заспіваний її рідною іспанською мовою. Альбом отримав загальне визнання критиків.

## Передумови
28 лютого 2016 року Герсі оголосила в Instagram, що її новий альбом буде називатися Reverie і він вже майже закінчений, хоча 22 лютого 2017 року вона оголосила, що насправді альбом буде називатися Arca. В інтерв'ю для журналу i-D вона пояснила, що не хотіла, щоб альбом був однойменним, просто кожна інша назва здавалася їй неправильною: «Я пройшла через цілий рік, пробуючи різні назви, і всі вони здавалися чужими. Але оскільки я використовую свій співочий голос так, як ніколи раніше не робила, я не відчувала себе неприродною, коли називала його Arca».
На використання голосу в новому альбомі її надихнула співавторка та подруга Б'єрк
|  | Я не знаю, чи заспівала б я коли-небудь на цьому альбомі, якби не Б'єрк. Ми їхали в машині разом, я співала для розваги, а вона звернулася до мене дуже невимушено і запитала, чи не думала я коли-небудь про те, щоб заспівати на свою музику. Я просто відмахнулася. Але потім я сприйняла її дуже серйозно, тому що я дуже поважаю її як вокаліста. Вона дала мені стільки настанов, тому я дуже хочу відзначити це, коли буду говорити про альбом. Це було дуже важливо. Вона була такою турботливою протягом усього процесу, і я не знаю, чи була б я настільки сміливою, щоб зробити це без неї, як без друга |

Герсі пояснила, чому вона співає іспанською, оскільки це була мова, якою вона навчилася обробляти емоції, мова її виховання, на якій її батьки «сварилися і розлучалися». Вона сказала, що для неї стало набагато природніше висловлювати певні речі, які були дуже приватними і дуже інтимними, іспанською мовою.
За словами Герсі, тексти на альбомі «всі недавні і всі — за винятком однієї пісні — імпровізовані», і що вона «ніколи не сідала і не писала слово, а потім змінювала його на краще». Арка розповіла: «Я записала багато-багато мелодій і текстів, і якщо вони були достатньо чистими, я залишала їх такими. Я не дозволяла своєму критичному розуму переривати вилив.» Багато пісень містять посилання на музику, яка вплинула на неї, наприклад, текст «Anoche», який відсилає до пісні Б'єрк 1995 року «I Miss You», а деякі слова пісні «Reverie» взяті безпосередньо з венесуельської народної класики «Caballo Viejo», написаної Симоном Діасом.

## Реліз і промо
Герсі оголосила назву і дату виходу альбому через Twitter разом з першим треком «Piel» 22 лютого 2017 року. Трек-лист включає раніше оприлюднену «Sin Rumbo», яка з'явилася на її попередньому релізі Entrañas і «Urchin», яка вийшла 29 грудня 2015 року. 24 лютого вона випустила другий трек, «Anoche», разом з музичним відео, знятим давнім соратником Джессі Кандою, який також розробив обкладинку альбому. Billboard визнав обкладинку Канди однією з найгірших у 2017 році. 16 березня Герсі випустила ще одне відео, зняте Кандою, на пісню «Reverie». 24 березня вийшов «Saunter». Крім того, «Saunter» і «Reverie» були випущені обмеженим тиражем на 12-дюймових синглах одночасно з релізом альбому. 10 квітня вона випустила відеокліп на десятий трек, «Desafío».

## Критична оцінка
На сайті Metacritic, який присвоює рецензіям критиків нормалізований рейтинг зі 100, альбом отримав середній бал 87 на основі 20 рецензій, що свідчить про «загальне визнання». Хізер Фарес з AllMusic похвалила Герсі за те, що вона розширила свої кордони в Arca, зазначивши, що «вразливість, яку вона демонструє, робить цей альбом однією з найбільш хвилюючих і зворушливих її робіт». Ніна Коркоран з The A.V. Club також високо оцінила альбом, заявивши: «Якщо коливання минулих релізів Герсі принесли їй культ, то щиросердечні балади, якими наповнений „Arca“, повинні принести їй заслужений прорив.» Критик журналу Clash Шахзаїб Хуссейн писав, що «Arca» «несе в собі постійний потік мінімалістичної меланхолії, що поєднується з інтенсивним, оперним вокалом Герсі — ефект схожий на церемоніальну трансцендентність.» Девід Саклах з Consequence описав альбом як «найсміливіший і найзахопливіший альбом Арки», додавши, що «знімаючи шари своєї особистості, Герсі ламає себе в спробі знайти відродження, намагаючись примиритися з своїм минулим і теперішнім». Брайон Хейз з Exclaim! сказав: «Цей рух туди-сюди проходить через весь альбом, демонструючи, що Герсі не втратила свою прихильність до поміркованої електронної какофонії, але розширила свою палітру до приголомшливо чудових результатів.»
Критик з Fact Майлз Боу похвалив композиції альбому, стверджуючи, що це «найбільш сфокусована робота Герсі», зазначивши, що вокал демонструє її подальший розвиток. Рейчел Ароесті з The Guardian оцінила альбом на «відмінно»: «Вишукана відкриваюча пісня „Piel“ фіксує взаємодію між врівноваженістю і прострацією, яка зробила католицький ритуал багатим художнім швом, в той час, як гумор забезпечується „Whip“ — гіперреальним шмаганням, що супроводжується звуком вимкненого робота; і „Desafío“, яка бере одноразовий євротреш-поп і робить його гідним благочестивого споглядання». Критик Pitchfork Кевін Лозано назвав альбом «Найкращою новою музикою», зазначивши, що творчість Герсі «все ще загадкова, але вже не настільки непрозора — вона не тримає вас на відстані витягнутої руки, натомість вона пропонує свої задоволення з більшою готовністю». Раян Кілінг з Resident Advisor описав альбом як «найдосконалішу роботу Арки на сьогодні.» Деніел Ши з PopMatters вважає, що альбом «відмовляється костеніти у розбірливу і легко впізнавану форму, кидаючи виклик нашим очікуванням від творчості артистки, залишаючись неприв'язаним навіть до чітко окресленої внутрішньої логіки», описуючи результат як «емоційно захоплюючий і концептуально захопливий.» Енді Бета зі Spin похвалив Arca за «найбільш захопливий, емоційно виснажливий і конфронтаційний альбом Герсі на сьогодні».

## Трек-лист
Всі треки написані та спродюсовані Алехандрою Герсі.
| #     | Назва        | Тривалість |
| ----- | ------------ | ---------- |
| 1.    | «Piel»       | 4:07       |
| 2.    | «Anoche»     | 3:36       |
| 3.    | «Saunter»    | 2:09       |
| 4.    | «Urchin»     | 4:00       |
| 5.    | «Reverie»    | 3:12       |
| 6.    | «Castration» | 3:21       |
| 7.    | «Sin Rumbo»  | 3:35       |
| 8.    | «Coraje»     | 4:31       |
| 9.    | «Whip»       | 1:20       |
| 10.   | «Desafío»    | 3:53       |
| 11.   | «Fugaces»    | 3:07       |
| 12.   | «Miel»       | 2:56       |
| 13.   | «Child»      | 3:23       |
| 43:17 |              |            |

## Персоналії
- Арка – вокал, продюсування, зведення, програмування
- Метт Колтон – мастеринг
- Джессі Канда – обкладинка